# Maria Enrich Murt
Maria Enrich Murt (Igualada, 10 de setembre de 1957) és professora d’educació secundària, gestora cultural i autora de literatura infantil i juvenil.
Va estudiar Magisteri i Filologia Catalana a la Universitat Autònoma de Barcelona i també va cursar els màsters de Literatura Catalana a la UAB i d’Escriptura Creativa a la Universitat Pompeu Fabra. Va ser professora de llengua i literatura catalanes a l’institut Pere Vives Vich d’Igualada. Entre 1999 i 2006, va gestionar les activitats culturals de Cal Ble, casa de cultura i gastronòmica, i va ser regidora de cultura i festes de l’Ajuntament d’Igualada, de 2007 a 2011.
Va formar part del grup de fundadors i del consell de redacció de la Revista d’Igualada (1999-2022), dirigida per Antoni Dalmau Ribalta. Va col·laborar a Regió7 amb articles d’opinió i de crítica teatral i a Revista d'Igualada.
És autora de literatura infantil i juvenil, de les lletres de Cançó del Drac petit, la cantata Mozart, ets un geni! i Himne de Santa Cecília. Ha estudiat la poesia de Josep Romeu Figueras i de Joan Llacuna i Carbonell.

## Obres publicades
- Josep Romeu i Figueras: l’intel·lectual i el poeta. Barcelona: Publicacions de l’Abadia de Montserrat, 1997.
- La cua de la víbria. Vilafranca del Penedès: Vilatana, 2001.
- Històries estireganyades. Barcelona: Cadí, 2001.
- La Tona, la Tina i jo. Barcelona: Alfaguara-Grup Promotor, 2001.
- La Tona, la Tina i jo anem de vacances. Barcelona: Alfaguara-Grup Promotor, 2002.
- Històries per explicar... abans de banyar-se. Barcelona: Timun Mas, 2002 (també en castellà).
- La Tona, la Tina i jo celebrem les festes de Nadal. Barcelona: Alfaguara-Grup Promotor, 2004.
- Deixa’m cuinar a mi! El millor llibre de receptes per a joves. Barcelona: Rosa dels Vents, 2005 (amb Ada Parellada).
- ¡Déjame cocinar! El mejor libro de recetas para jóvenes. Barcelona: Plaza & Janés, 2005 (amb Ada Parellada).
- Les cotorres fugitives. Barcelona: Lynx, 2006.
- Tres amigues i un estiu. Barcelona: Columna Jove, 2006.
- La Bruna i el bloc B. Barcelona: Bambú, 2008.
- Rut, sisplau!. Barcelona: Baula, 2008.
- És llaminera, la Nata?. Barcelona: Baula, 2008.
- L’Anna i la Berta. Barcelona: Columna Jove, 2010.
- Darrere el pèndol. Barcelona: Cruïlla, 2010.
- Paraules mirall. Barcelona: Barcanova, 2013 (amb Jesús Lladó).
- Una festa sense tigre. Barcelona: Baula, 2014.
- Mitjons llargs. Barcelona: Barcanova, 2014.
- I a tu què et passa, Lia?. Barcelona: Animallibres, 2015.
- La sorra del rellotge. Barcelona: Animallibres, 2017.